# トロナドール
トロナドール (Thunderer) は、アルゼンチンのトロナドールIとトロナドールII打上げ機を含み、ISCULと称する液体推進剤式使い捨て型ロケットを開発する為の一連の観測ロケットである。 (Inyector Satelital de Cargas Utiles Ligeras, Light Payloads Satellite Injector).
トロナドールIは無誘導式液体燃料ロケットで弾道試験飛行に使用される。開発は誘導装置を備え、低軌道に到達可能なトロナドールIIに必要な技術を試験するための大型のVex試験ロケットに先行して開発された。

## トロナドール I
1機のトロナドールI (T1)は2007年6月6日にブエノスアイレス州の南東のバイアブランカ近郊のプエルト・ベルグラノ海軍基地から打ち上げに成功した。 これはこの計画の技術実証機の初打ち上げだった。

### 仕様諸元
- 全長: 3,400 mm
- 段数: 1
- 離陸総重量: 60 kg
- ペイロード重量: 4 kg
- 推力: 500 kgf x 10 秒

## トロナドール Ib
1機のトロナドール Ib (T2)は2008年8月5日にプエルト・ベルグラノ海軍基地から打ち上げに成功した。  これはこの計画で2機目の技術実証機の打ち上げだった。

### 仕様諸元
- 全長: 3,400 mm
- 段数: 1
- 離陸総重量: 60 kg
- ペイロード重量: 4 kg
- 高度: 15~20 km
- 推力: 1,500 kgf x 10 秒

## VS-30を使用した試験
これはCONAE (Comision Nacional de Actividades Espaciales)とAEB (Agencia Espacial Brasileira)間の最初の共同試験打ち上げでだった。; 2007年12月に打ち上げは成功した。(Angicos作戦).ペイロードはCONAEによって製造されたIMU (慣性計測装置、光ファイバジャイロスコープ)、GPS 受信機 (誘導用)、全てを統括する搭載コンピュータとガス推進器による姿勢制御装置のように計画において補助装置の有効性を確認する為の複数の試験装置を輸送した。ペイロードユニットはAEBで製造されたVS-30固体推進剤ロケットで打ち上げられ弾道飛行の完了後、パラシュートで海に着水して回収された。

### 仕様諸元
- 全長: 3,288 mm (ペイロードモジュール)
- 段数: 1 (VS-30 ブースター)
- 離陸総重量: 1,500 kg
- ペイロード重量: 242.1 kg
- 軌道: 120~160 km
- 比推力: 266 秒 (VS-30 ブースター)

## トロナドール II 試作機

### T4000
T4000 (トロナドールT4000 先行ロケット)試験ロケットはトロナドールIIの第3段の原型として計画に関連するロケットである。 (“推力偏向制御”- TVS)姿勢制御システムを備える 2011年の最初の打ち上げは失敗した。
仕様諸元
- 直径: 438 mm[8]
- 推力:  4,000 kg (~40 kN)
- 燃焼時間: 10 秒[9]

### Vex
現在の構想ではトロナドール IIに搭載する前に"Vex"と称する分割された複数の試作付属機器の飛行が予定される。:
実証ミッション
- Vex1A — 2014年3月にVex1Aという名称の試作機はPunta Indio PartidoのPipinasからの打ち上げに失敗した。[2][13][14][15]第1段のみで重量は2.8トン、エンジン推力は4トンで60秒間のミッションで高度2 kmに打ち上げられる予定だった。Vex1Aの最初の打ち上げ予定は2013年12月の予定だったが地上試験装置の故障により失敗した。2度目は2014年2月26日に失敗した。[16][17]

発射台とロケットの間のインターフェースが原因で失敗した事が見つかり、機体を地上から2mの高さに持ち上げる事で予防した。エンジン制御機構は燃料弁を閉じて爆発を予防しロケットは発射台に落ちる。
- Vex1B — 2014年8月15日に最初に打ち上げられた機体[18] 推進、制御、誘導装置の試験は成功し27秒間の飛行時間で2,200 mに到達した。パラシュートで海に着水して回収された。1度機体が回収できればさらにVex1の試験が必要なのかそれともVex2の実行が可能かを決定する事が出来る。

- Vex2 —  1段目 3基の推力4tのエンジン、2段目は1基の推力4tのエンジン
- Vex3 —  30t エンジンe
- Vex4 —  30t エンジン
- Vex5 —  1段目 3基の30tのエンジン、2段目は1基の推力30tのエンジンでRCS制御と高度80 kmで分離する。

## トロナドール II/ISCUL

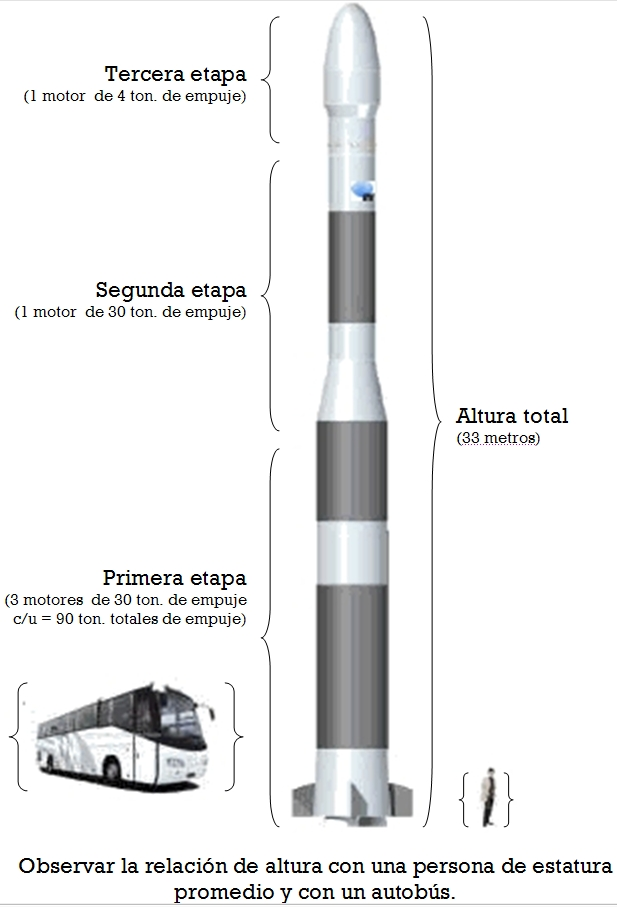

完全なトロナドールII 派生型は2015年にプエルト・ベルグラノ海軍基地から打ち上げが期待される。

### 仕様諸元
計画されたトロナドール IIロケットの暫定的な仕様:
- 全長: 33 m
- 段数: 3
- 直径: 2.5m - 1.5m
- 空虚重量: 8,000 kg
- 総重量: 64,000 kg
- ペイロード重量: 250 kg[18]
- 軌道: 600–700 km
- 1段目の推力: 90,000 kg (3x30,000 kg)
- 2段目の推力: 30,000 kg
- 3段目の推力:  推力4,000 kg、60秒間燃焼、燃料は2,800 kg